# Alvania profundicola
Alvania profundicola is een slakkensoort uit de familie van de Rissoidae. De wetenschappelijke naam van de soort is voor het eerst geldig gepubliceerd in 1911 door Bartsch.